# Джексонвілл (Іллінойс)
Джексонвілл (англ. Jacksonville) — місто (англ. city) в США, в окрузі Морган штату Іллінойс. Населення — 17 616 осіб (2020).

## Географія
Джексонвілл розташований за координатами 39°43′45″ пн. ш. 90°13′56″ зх. д. / 39.72917° пн. ш. 90.23222° зх. д. (39.729151, -90.232201).  За даними Бюро перепису населення США в 2010 році місто мало площу 27,63 км², з яких 27,13 км² — суходіл та 0,50 км² — водойми.

## Демографія
Згідно з переписом 2010 року, у місті мешкало 19 446 осіб у 7357 домогосподарствах у складі 4174 родин. Густота населення становила 704 особи/км².  Було 8162 помешкання (295/км²).
Расовий склад населення:
| - 85,3 % — білих - 10,2 % — чорних або афроамериканців - 0,7 % — азіатів - 0,3 % — корінних американців - 1,1 % — осіб інших рас |

До двох чи більше рас належало 2,4 %. Частка іспаномовних становила 3,0 % від усіх жителів.
За віковим діапазоном населення розподілялося таким чином: 20,7 % — особи молодші 18 років, 63,0 % — особи у віці 18—64 років, 16,3 % — особи у віці 65 років та старші. Медіана віку мешканця становила 37,5 року. На 100 осіб жіночої статі у місті припадало 103,7 чоловіків;  на 100 жінок у віці від 18 років та старших — 102,7 чоловіків також старших 18 років.
Середній дохід на одне домашнє господарство  становив 52 830 доларів США (медіана — 39 458), а середній дохід на одну сім'ю — 64 801 долар (медіана — 53 277). Медіана доходів становила 39 362 долари для чоловіків та 30 618 доларів для жінок. За межею бідності перебувало 19,0 % осіб, у тому числі 23,7 % дітей у віці до 18 років та 11,9 % осіб у віці 65 років та старших.
Цивільне працевлаштоване населення становило 8176 осіб. Основні галузі зайнятості: освіта, охорона здоров'я та соціальна допомога — 29,1 %, роздрібна торгівля — 12,0 %, виробництво — 11,0 %, мистецтво, розваги та відпочинок — 10,9 %.